# Winston Churchill Range
Winston Churchill Range är ett berg i Kanada.   Det ligger i provinsen Alberta, i den centrala delen av landet, 3 100 km väster om huvudstaden Ottawa. Toppen på Winston Churchill Range är 2 946 meter över havet.
Terrängen runt Winston Churchill Range är huvudsakligen bergig, men den allra närmaste omgivningen är kuperad. Trakten runt Winston Churchill Range är nära nog obefolkad, med mindre än två invånare per kvadratkilometer.. Det finns inga samhällen i närheten. 
Trakten runt Winston Churchill Range består i huvudsak av gräsmarker.